# Quintillan

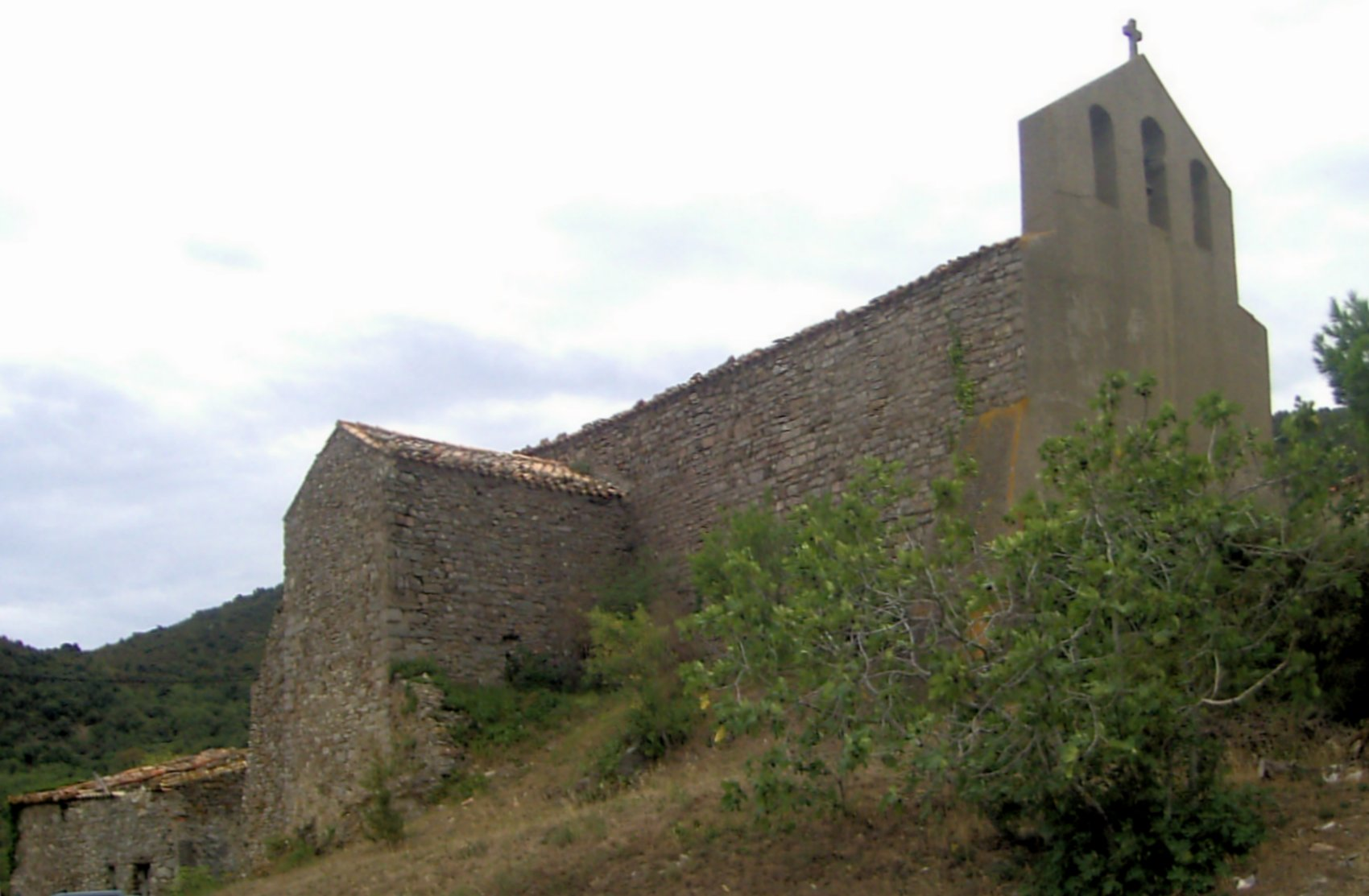
Iglesia de Sainte Madeleine de la localidad.

Quintillan  es una localidad  y comuna francesa, situada en el departamento del Aude en la región administrativa de Languedoc-Rosellón y en la región natural de las Corbières.

## Demografía
| 116 | 94 | 80 | 91 | 55 | 55 |
| Para los censos de 1962 a 1999 la población legal corresponde a la población sin duplicidades (Fuente: INSEE [Consultar]) |    |    |    |    |    |